# Vlag van Canada
De huidige vlag van Canada, ook bekend als de Maple Leaf Flag ("Esdoornbladvlag") en in het Frans l'Unifolié ("De eenbladige"), is de nationale vlag van Canada. Hij is rood met een wit vierkant in het midden, met daarin een rood gestileerd esdoornblad met elf punten.
In 1964 richtte premier Lester Bowles Pearson een comité op om de voortdurende problematiek aangaande het gebrek aan een officiële Canadese vlag op te lossen. Hierdoor ontstond een groot debat omtrent het vervangen van de Union Flag. Uit drie keuzemogelijkheden werd het ontwerp met een esdoornblad van George Stanley, gebaseerd op de vlag van het Royal Military College of Canada, geselecteerd. De vlag werd voor het eerst gehesen op 15 februari 1965. Deze dag is een nationale feestdag geworden en staat bekend als National Flag of Canada Day.
De Canadese Rode Vaandel was onofficieel in gebruik sinds de jaren 1890 en werd in 1945 goedgekeurd voor gebruik "op elke plaats of gelegenheid die het wenselijk maken om een kenmerkende Canadese vlag op te hijsen". Naast de Esdoornbladvlag heeft in Canada ook de vlag van het Verenigd Koninkrijk (Royal Union Flag in Canada) een officiële status. Deze vlag symboliseert de band met het Gemenebest van Naties en de Britse Kroon: de Britse vorst is ook het staatshoofd van Canada. De Britse vlag maakt ook onderdeel uit van verschillende Canadese provincievlaggen.
Er is geen wet die voorschrijft hoe men met de nationale vlag moet omgaan, maar er zijn afspraken en protocollen als leidraad voor het weergeven van de vlag en haar plaats in de rangorde, waarin het voorrang krijgt over voornoemde en de meeste overige vlaggen. Allerlei vlaggen gemaakt voor Canadese functionarissen, overheidsinstanties en strijdkrachten bevatten op een of andere manier het motief met een esdoornblad, ofwel door de Canadese vlag in een kanton te hebben afgebeeld, ofwel door het gebruik van esdoornbladeren in het ontwerp.
| Vexillologisch symbool voor een in gebruik zijnde vlag | Vexillologisch symbool voor een in gebruik zijnde vlag · Vexillologisch symbool voor een militaire vlag te land | Vexillologisch symbool voor een in gebruik zijnde vlag · Vexillologisch symbool voor een militaire vlag ter zee | Vexillologisch symbool voor een in gebruik zijnde vlag |

## Symboliek
In 1921 verklaarde koning George V dat de kleuren van Canada rood en wit zijn. Het rood is afkomstig van het kruis van Sint-Joris, dat op de vlag van Engeland staat. Het wit is afgeleid van de witte kleur van de Franse vorsten sinds Karel VII. Deze kleuren werden als de nationale kleuren van Canada verankerd na de afkondiging van de Canadese koninklijke standaard (de persoonlijke vlag van de Canadese vorst) in 1962.
Al sinds de 18e eeuw wordt het esdoornblad gebruikt als symbool van de Canadese natuur. Het werd voor het eerst als nationaal symbool gebruikt in 1868 wanneer het op de wapens van Ontario en Quebec verscheen. In 1867 componeerde Alexander Muir het patriottisch lied "The Maple Leaf Forever" dat een onofficieel volkslied van Engelstalig Canada werd. In 1921 werd het esdoornblad aan het wapen van Canada toegebracht. Tussen 1876 en 1901 verscheen het esdoornblad op alle Canadese muntstukken en na 1901 bleef het ook aanwezig op de penny. Het gebruik van het esdoornblad door het Royal Canadian Regiment als regimentsymbool gaat terug tot 1860. Tijdens de Eerste Wereldoorlog en Tweede Wereldoorlog waren insignes van de Canadese strijdkrachten vaak gebaseerd op een ontwerp met een esdoornblad. Na de oorlogen zouden esdoornbladeren de grafstenen van Canadese militaire graven sieren. Het esdoornblad op de vlag is van de suikeresdoorn. Suikeresdoorns zijn inheemse Canadese bomen; hun bladeren zijn acht tot achttien centimeter lang en hebben in de herfst een zeer mooie herfstkleur van helder geel, via oranje naar oplichtend rood-oranje. Het aantal punten van de bladeren, elf, heeft geen symbolische betekenis. Dit aantal verwijst niet, zoals sommigen denken, naar de tien provincies plus de federale regering.
In het blad kunnen ook twee boze witte gezichten gezien worden, die lijnrecht tegenover elkaar staan. Hierin wordt een verwijzing gezien naar de vaak confronterende aard van het Canadese federalisme, hoewel dit nooit bedoeld werd.

## Ontwerp

### Specificaties

Samenstelling van de vlag

De vlag is horizontaal symmetrisch; bijgevolg lijken de voor- en achterzijde identiek. De verhouding tussen de breedte (hoogte) en de lengte van de vlag is 2;1, hetgeen betekent dat de vlag tweemaal zo lang als breed is. Het witte veld vormt precies een vierkant en is precies tweemaal zo groot als elk van de rode vlakken. De afmetingen van het esdoornblad zijn niet vastgelegd.
De verhoudingen van de vlag zijn in het figuur rechts aangegeven:
- lengte van elk van de rode vlakken: A = 0,5;
- lengte van het witte vlak: B = 1;
- lengte van de vlag: C = 2;
- breedte (hoogte) van de vlag: D = 1;
- breedte-lengteratio: D:C = 1:2.

### De kleur rood
Het ministerie van Canadees Erfgoed (Department of Canadian Heritage) heeft vastgelegd welke kleuren rood toegestaan zijn bij het maken van de vlag:
- FIP red: General Printing Ink, No. 0-712;
- Inmont Canada Ltd., No. 4T51577;
- Monarch Inks, No. 62539/0;
- Rieger Inks, No. 25564;
- Sinclair and Valentine, No. RL163929/0.

De dekkingspercentageverhouding van de vier inkten in het CMYK-systeem is 0/100/100/0; de Pantone-code is PMS032 (of PMS485 voor op beeldschermen). In beide systemen is dit de standaardkleur rood.

## Geschiedenis

### Union Flag

De Union Flag

Het Canadese Rode Vaandel, 1868-1921

Het Canadese Rode Vaandel, 1921 tot 1957

Het Canadese Rode Vaandel, 1957 tot 1965

De Britse vlag, ook (Royal) Union Flag of — foutief — Union Jack genoemd, was tot de aanname van de huidige Canadese vlag in 1965 de de jure nationale vlag. Sindsdien is het een officiële Canadese vlag gebleven en wordt zij bij speciale gelegenheden gehesen.
De Britse vlag wordt, wanneer dat mogelijk is (dus als er een tweede vlaggenmast aanwezig is), gehesen bij de volgende gelegenheden: Commonwealth Day (de tweede maandag in maart), Victoria Day en de verjaardag van het Statuut van Westminster (2 december). De Britse vlag wordt ook vaak gehesen bij herdenkingen die Canadese soldaten eren wanneer zij samen met legereenheden van andere Gemenebestlanden hebben gestreden. De Canadese nationale vlag heeft echter altijd de ereplaats (meestal de hoogste vlaggenmast).

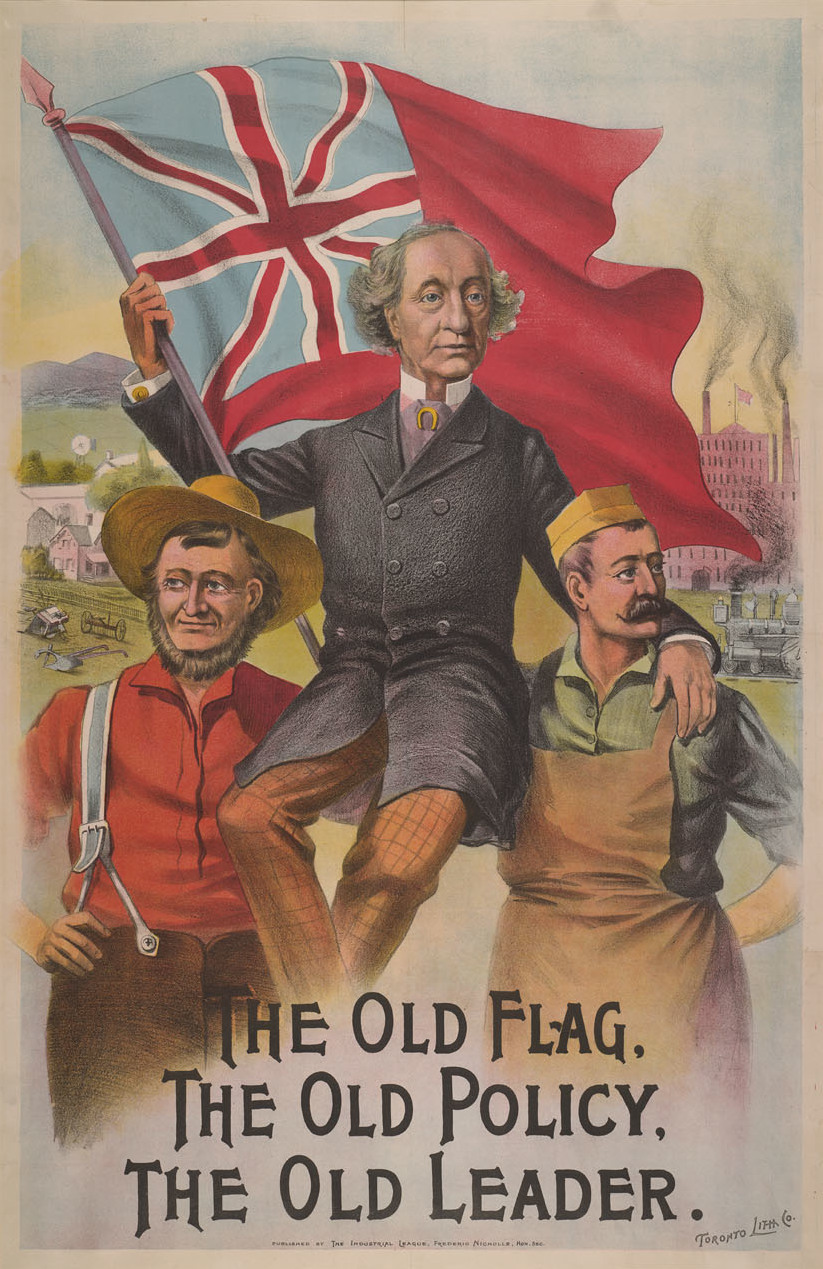
Verkiezingsaffiche van John Macdonald (1891)

De Union Flag is ook te vinden in een aantal Canadese provincievlaggen. Zij vormt het kanton in de vlag van Manitoba en de vlag van Ontario en de bovenste helft van de vlag van Brits-Columbia. De vlag van Newfoundland en Labrador is een gestileerde weergave van de Britse vlag.
De Britse vlag en het Canadese Rode Vaandel (zie hierna) worden soms gebruikt door mensen, waaronder veteranen, die het belang van de Britse erfenis en de banden met de rest van het Gemenebest voor Canada benadrukken.

### Canadese Rode Vaandel
Hoewel de Britse vlag tot 1965 in Canada de officiële vlag was, gebruikte men tussen 1868 en 1965 een andere vlag als specifiek Canadese vlag: het Canadian Red Ensign ("Canadese Rode Vaandel"). Dit was een Brits vaandel met de Britse vlag in het kanton en een rood veld waarin het Canadese wapen stond.
Het rode vaandel werd vanaf 1868 op een informele basis gebruikt. Vanaf 1892 werd het de officiële handelsvlag. Ondanks dat de vlag aan land geen enkele officiële status had, werd zij steeds meer gebruikt. De eerste versie van het Red Ensign toonde nog niet het Canadese wapen, maar een wapen waarin de wapens van de vier originele Canadese provincies werden samengevoegd. In 1922 kwam het toen nieuwe Canadese wapen op de vlag te staan. Twee jaar later werd het toegestaan om de vlag te hijsen op gebouwen van de Canadese overheid die zich buiten Canada bevonden, vanaf 1945 mocht het ook op overheidsgebouwen binnen Canada. In 1957 werd wegens een verandering van het nationale wapen weer een nieuwe versie aangenomen, de derde in successie.

### Great Flag Debate
In 1963 kwam de Liberale minderheidsregering van Lester Bowles Pearson aan de macht en besloot om het parlement per wet een officiële Canadese vlag aan te laten nemen. Het idee van een eigen officiële Canadese vlag werd in Canada al decennialang besproken, vooral tijdens de Liberale regeringen van William Lyon Mackenzie King. In het begin van de jaren zestig intensiveerde het debat erover, culminerend in het Great Flag Debate van 1964. Pearson, winnaar van de Nobelprijs voor de Vrede van 1957 wegens het sussen van de Suezcrisis met VN-troepen, wilde dat de Canadese vlag onderscheidend zou zijn van de Britse. Een belangrijke reden voor deze wens werd gevormd door de Egyptische zorgen over Canadese vredestroepen die moeilijk te onderscheiden waren van de Britse vijand in de Suezcrisis. Pearsons belangrijkste tegenstander in het Great Flag Debate was oppositieleider John Diefenbaker, die het Rode Vaandel in gebruik wilde houden.
In het debat stonden grofweg de Liberalen (voorstanders van een nieuwe vlag) tegenover de Conservatieven en de Franstaligen tegenover de Engelstaligen. Het Canadese Rode Vaandel was vooral populair op het Engelstalige platteland, terwijl de Franstaligen het als een symbool van Britse dominantie zagen. Diefenbaker vroeg om een referendum over het onderwerp, maar Pearson stelde een commissie bestaande uit leden van verschillende parlementaire fracties in om een nieuw vlagontwerp te selecteren. Na enige tijd kwam deze commissie met het huidige ontwerp, dat van de hand van George Stanley is. Het comité koos op 29 oktober 1964 unaniem voor Stanley's ontwerp. Het Canadees Lagerhuis nam de vlag vervolgens op 15 december 1964 aan, twee dagen later gevolgd door de Canadese Senaat. Dit werd later bevestigd door koningin Elizabeth II, hetgeen van kracht werd op 15 februari 1965.
Hoewel het aannemen van een nieuwe vlag voor een politieke controverse zorgde, werd de vlag al snel goed bevonden door het Canadese publiek, en werd een teken van Canadezen in de wereld.

## Vlaginstructie

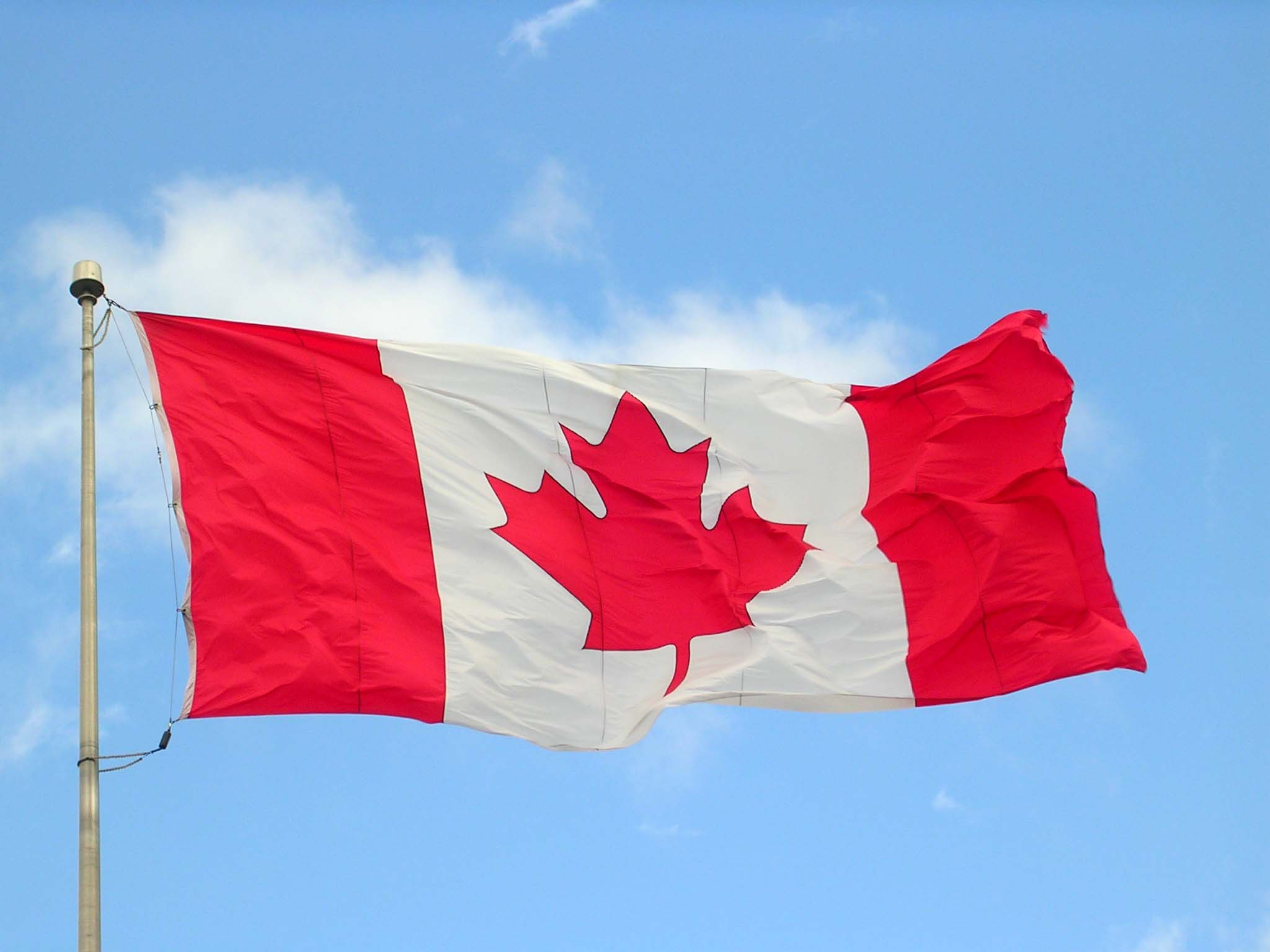
Canadese vlag bij het Maritime Museum of the Atlantic in Halifax

Er is in Canada geen officiële wet die de vlaginstructie regelt. Het ministerie van Canadees erfgoed heeft echter wel richtlijnen opgesteld over hoe de vlag getoond moet worden. De richtlijnen gaan over waar de vlag gehesen kan worden, hoe dat moet gebeuren, hoe mensen de vlag kunnen eren en wat de positie van de Canadese vlag is indien er ook andere vlaggen gehesen worden. Dit is vastgelegd in de Flag Etiquette in Canada, die verschenen is in boekvorm en op internet.
Als het weer het toestaat, mag de vlag elk moment uithangen: elke dag van het jaar en elk moment van de dag. Dat geldt zowel voor gebouwen van de federale overheid, als voor vliegvelden, militaire bases en diplomatieke posten; ook Canadese burgers mogen de vlag uithangen wanneer ze willen. Als de vlag uithangt, moet het de enige vlag aan haar vlaggenstok of -mast zijn. De vlag moet hoger hangen dan elke andere vlag in de buurt, uitgezonderd de persoonlijke standaard van de koningin of andere leden van het Koninklijk Huis en de vlag van de gouverneur-generaal en de luitenant-gouverneurs.

### De vlag halfstok hangen
Als een vlag halfstok (of halfmast) gehesen wordt, betekent dat een periode van rouw. Om een vlag in deze positie te krijgen, moet deze volgens de etiquette eerst naar de top gehesen worden alvorens halfstok te mogen wapperen. In een periode van rouw moeten alle vlaggen halfstok gehesen worden, of helemaal niet gehesen worden. De enige uitzondering hierop zijn vlaggen die permanent aan de vlaggenstok zijn vastgemaakt.
In Canada berust het besluit om de vlag halfstok te hijsen in beginsel bij het ministerie van Canadees Erfgoed. Om in het gehele land de vlag halfstok te laten hangen, moet de dood van een van de volgende personen aangekondigd worden:
- de koning(in) en leden van de koninklijke familie die in de eerste graad met de vorst verbonden zijn. De vlag hangt halfstok gedurende de periode tussen de bekendmaking van het overlijden en het einde van de begrafenis;
- de huidige of voormalige gouverneur-generaal van Canada;
- de huidige of voormalige minister-president van Canada;
- een huidige minister van het kabinet.

Elke provincie mag zelf besluiten de vlag in de betreffende provincie halfstok te hangen bij het overlijden van provinciale leiders of gewaardeerde burgers. Het ministerie van Canadees Erfgoed heeft het recht om in buitengewone omstandigheden de vlag halfstok te laten hangen, zoals bij de dood van de voormalige Amerikaanse president Ronald Reagan en de terroristische aanslagen op 11 september 2001.
Naast de genoemde gebeurtenissen zijn er elk jaar vaste data waarop de vlag halfstok hangt:
- 9 april: Vimy Ridge Day;
- 28 april: National Day of Mourning (hier worden omgekomen arbeiders herdacht);
- de laatste zondag in september: Police and Peace Officers' National Memorial Day;
- 11 november: Remembrance Day;
- 6 december: National Day of Remembrance and Action on Violence Against Women.

## Promotie

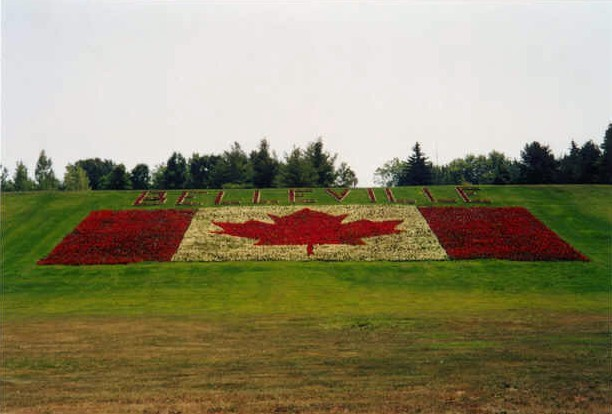
Canadese vlag gevormd door bloemen langs een snelweg (Highway 401 nabij Belleville)